# Barry Coe
Barry S. Coe, född som Barry Clark Heacock den 26 november 1934 i Santa Monica i Kalifornien, död 16 juli 2019 i Palm Desert, Kalifornien, var en amerikansk skådespelare som hade roller på film och TV 1956–1978.
Hans främsta roll var i TV-serien Follow the Sun och hans sista var som dykinstruktör i filmen Hajen 2. Han spelade också rollen som "Little Joe Cartwrights" halvbror "Clay Stafford" i tv-serien Bröderna Cartwright. Han var även känd som "Mr. Goodwrench" i en TV-reklam som visades i slutet av 1970-talet och början av 1980-talet.

## Karriär
Barry Coe belönades med en Golden Globe 1960 i kategorin "Mest lovande nykomling" för sin roll i filmen Luft i luckan.

## Privatliv
Barry Coe bytte namn då modern gifte om sig efter att fadern avlidit i en bilolycka 1940. Coe var gift med Jorunn Kristiansen, som var Fröken Norge 1959, och kom på andraplats i Miss Universum. Coe hade ett företag som sålde näringstillskott.